# Cinéma oriya
Cet article possède des paronymes, voir Bollywood et Kollywood.
Cet article concerne le cinéma en oriya. Pour le cinéma indien en général, voir Cinéma indien.
Le cinéma oriya, parfois surnommé Ollywood (ଓଲିଉଡ଼), désigne l'industrie du cinéma indien basée à Cuttack dont les films sont réalisés en langue oriya.
« Ollywood » est une contraction d'« Odia » et de « Hollywood ».